# Bixente Etxeandia
Bixente Etxeandia Arregi (Arechavaleta, Gipúzcoa, 12 de octubre de 1931 - 18 de abril de 2019) fue un futbolista español. Es el segundo jugador que más goles ha marcado en la historia del Deportivo Alavés en el futbol profesional, 56 goles en todas las competiciones. Anotó 21 goles en Primera División durante dos temporadas.

## Trayectoria
Empezó jugando en la Unión Deportiva Aretxabaleta y en 1952 fue fichado por el Deportivo Alavés, que estaba en Segunda División y ese año disputó 13 partidos y marcó 6 goles. Al año siguiente el equipo consiguió ascender a Primera División, y Etxeandia disputó todos los partidos y marcó 8 goles. Estuvo dos temporadas en la máxima categoría. En la primera acabó décimo y marcó goles ante Barcelona (en Mendizorroza y Camp Nou) y Real Madrid. Anotó 13 goles esa temporada. En la temporada siguiente, el equipo de Vitoria finalizó 14.º y descendió.
Estuvo un año más en Segunda División en el Alavés y en 1957 fichó por el Granada, que acababa de ascender a Primera División, pero se rompió la tibia y el peroné y sólo jugó un partido en toda la temporada. Al año siguiente volvió a la segunda división del Alavés. En 1959 fichó por el Recreativo de Huelva y se retiró como futbolista en elSestao Sport Club.

## Clubes
| Club                         | Año       | División             | Partidos | Goles |
| ---------------------------- | --------- | -------------------- | -------- | ----- |
| Unión Deportiva Aretxabaleta | 1949-1952 | Regional de Gipúzcoa | ?        | ?     |
| Deportivo Alavés             | 1952-1953 | 2.ª División         | 13       | 4     |
| Deportivo Alavés             | 1953-1954 | 2.ª División         | 28       | 8     |
| Deportivo Alavés             | 1954-1955 | 1.ª División         | 29       | 13    |
| Deportivo Alavés             | 1955-1956 | 1.ª División         | 38       | 8     |
| Deportivo Alavés             | 1956-1957 | 2.ª División         | 34       | 10    |
| Granada C. F.                | 1957-1958 | 1.ª División         | 1        | 0     |
| Deportivo Alavés             | 1958-1959 | 2.ª División         | 22       | 8     |
| Recreativo de Huelva         | 1959-1960 | 2.ª División         | 11       | 3     |
| Sestao Sport                 | 1960-1961 | 2.ª División         | 4        | 0     |

## Carrera como entrenador
Entrenó a varios equipos en Alto Deva. y tuvo una gran implicación con la asociación Aretxabaleta. También entrenó equipos fuera de Debagoiena (Alto Deva):
- Club Deportivo Mirandés
- Club Deportivo Elgóibar
- Deportivo Alavés Aficionados

## Torneo Bixente Etxeandia
El torneo juvenil que lleva el nombre de Bixente Etxeandia se juega en Arechavaleta durante las fiestas navideñas. El primer evento se celebró en 2009 y compiten equipos de todo Alto Deva. Él mismo acudía a hacer entrega de los trofeos.